# Cantone di La Courtine
Il Cantone di La Courtine era una divisione amministrativa dell'arrondissement di Aubusson.
A seguito della riforma approvata con decreto del 17 febbraio 2014, che ha avuto attuazione dopo le elezioni dipartimentali del 2015, è stato soppresso.

## Composizione
Comprendeva i comuni di:
- Beissat
- Clairavaux
- La Courtine
- Magnat-l'Étrange
- Malleret
- Le Mas-d'Artige
- Saint-Martial-le-Vieux
- Saint-Merd-la-Breuille
- Saint-Oradoux-de-Chirouze